# إثيل جونز
إثيل جونز هي ممرضة كندية، ولدت في 1879 في إنجلترا في المملكة المتحدة، وتوفيت في 2 سبتمبر 1968.